# Druckluftstrahlen
Druckluftstrahlen mit festem Strahlmittel wird zur Behandlung von Oberflächen durch Einwirkung von verschiedensten Strahlmitteln verwendet, die durch Druckluft beim Durchströmen einer Düse beschleunigt werden. Durch den Aufprall der Strahlmittel auf die zu bearbeitende Oberfläche des Werkstücks (Strahlgut) kann:
- der Oberflächenzustand des Strahlgutes durch Reinigen (Reinigungsstrahlen),
- die Rauheit der Oberfläche durch Umformen, zum Teil verbunden mit Zerspanen (Oberflächenveredelungsstrahlen),
- die Eigenschaft der oberflächennahen Strahlgutschicht (Verfestigungsstrahlen),
- die Werkstückform durch Umformen (Umformstrahlen)

verändert werden.
Das Verfahren findet seine Anwendung vornehmlich in der Vorbereitung von Metalloberflächen für nachfolgende Beschichtungsprozesse, wie z. B. Rostschutzanstriche, Lackierungen, Haftgrundierungen, Verzinkungen oder Kunststoffbeschichtungen und ist auch auf Werkstücke anwendbar, die an unterschiedlichen Stellen verschiedene Rostgrade aufweisen. Es eignet sich außerdem für die Reinigung von Werkstücken und Konstruktionen aller Art und Größe.
Vorteile des Druckluftstrahlens mit festem Strahlmittel sind neben den geringen notwendigen Investitionen, die Flexibilität hinsichtlich Strahlmittelauswahl, die einfache Wartung, der schnelle Strahlmittelwechsel sowie die hohe Reinigungsleistung.